# Paul à Québec (film)
Cet article concerne le film de François Bouvier. Pour la bande dessinée de Michel Rabagliati, voir Paul à Québec.
Pour plus de détails, voir Fiche technique et Distribution.
 Paul à Québec  est un film québécois réalisé par François Bouvier sorti en septembre 2015 au Québec, l’adaptation cinématographique de la bande dessinée homonyme de Michel Rabagliati. 

## Synopsis
Paul visite son beau-père Roland à Québec et rencontre toute la famille de sa femme Lucie à l'occasion de la Saint-Jean-Baptiste. Son beau-père lui confie, à l'occasion d'un rapprochement nouveau, qu'il est atteint d'un cancer du pancréas. Autour de cette mort inéluctable que toute la famille doit gérer, on découvre la vie de Paul et Lucie qui se cherchent une nouvelle maison pour quitter leur petit appartement à Montréal, les complications de son travail de graphiste près de son père typographe à l'ancienne, mis à la retraite par l'arrivée des nouvelles technologies numériques, et aussi la découverte que son talent de dessinateur peut être mis à profit de la bande dessinée.

## Fiche technique
- Titre original : Paul à Québec
- Réalisation : François Bouvier
- Scénario : François Bouvier, Michel Rabagliati
- Musique : Benoît Charest
- Direction artistique : Patrice Bengle
- Costumes : Ginette Magny
- Maquillage : Joan-Patricia Parris
- Coiffure : Corald Giroux
- Photographie : Steve Asselin
- Son : Gilles Corbeil, Claude Beaugrand, Luc Boudrias
- Montage : Michel Arcand
- Production : André Rouleau, Valérie d’Auteuil, Nathalie Brigitte Bustos, Karine Vanasse
- Sociétés de production : Caramel Films, Productrices associées
- Société de distribution : Remstar Films
- Budget : 5,1 millions $ CA[1]
- Pays d'origine :  Canada
- Langue originale : français
- Format : couleur
- Genre : comédie dramatique
- Durée : 98 minutes
- Dates de sortie :
  - Canada : 8 septembre 2015 (première au théâtre Outremont à Montréal)[2],[3]
  - Canada : 18 septembre 2015 (sortie en salle au Québec)
  - Belgique : 4 octobre 2015 (Festival international du film francophone de Namur)
  - Canada : 15 décembre 2015 (DVD)
- Classification :
  - Québec : Visa général[4]

## Distribution
- François Létourneau : Paul
- Gilbert Sicotte : Roland Beaulieu
- Julie Le Breton : Lucie Beaulieu, conjointe de Paul
- Louise Portal : Lisette Beaulieu
- Shanti Corbeil-Gauvreau : Rose, la fille de Paul et Lucie
- Myriam Leblanc : Suzanne Beaulieu,la sœur aînée de Lucie
- Brigitte Lafleur : Monique Beaulieu, la sœur cadette de Lucie
- Patrice Robitaille : Benoit, époux de Monique
- Mathieu Quesnel : Clément, époux de Suzanne
- Julien Poulin : Robert, père de Paul
- Lou Babin : Mme McDuff
- Robert Toupin : Raymond St-Amand, patron de Paul et Robert
- Bobby Beshro : Rosaire Beaulieu, père de Roland
- Daniel Gadouas : le chirurgien
- Karine Vanasse : Nathalie Rouleau, agente d'immeubles
- Marie-Hélène Fortin : Édith, bénévole musicienne
- Geneviève Schmidt : préposée ronde et joyeuse
- Éric Bernier : médecin traitant
- Michel Rabagliati : un chanteur de la chorale aux funérailles
- Hugo Dubé : représentant Plate Master 3000

## Distinctions

### Récompenses
- 2015 : Festival de cinéma de la ville de Québec, 6e édition, Prix du public[5]
- 2016 : Gala du cinéma québécois, 18e édition, Trophée du meilleur acteur : Gilbert Sicotte pour le rôle de Roland Beaulieu[6]
- 2016 : Festival international du film francophone de Namur (FIFF), 31e édition, Prix du jury junior[7]

### Nomination
- 2016 : Gala du cinéma québécois, 18e édition, Billet d'or Cineplex